# Чина-Хот-Спрингс
Чина-Хот-Спрингс (англ. Chena Hot Springs) — населённый пункт в боро Фэрбанкс-Норт-Стар, штат Аляска, США. Расположен в 100 км северо-восточнее города Фэрбанкс около парка штата Чина-Ривер.
В августе 1905 года Роберт Свон нашёл здесь горячий источник, аналогичный по свойствам знаменитому Карлсбадскому источнику. На основе этого источника был построен курорт.
В Чина-Хот-Спрингс в 2006 году построена низкотемпературная геотермальная электростанция на основе Organic Rankine cycle, работающая при температуре воды 74°С. Электростанция позволила снизить стоимость электричества в 6 раз, средний КИУМ за 2007 год — 87 %.
Горячая вода источника используется для обогрева теплиц, в которых выращиваются различные необходимые посёлку продукты.
Для туристов построен Музей Льда, охлаждаемый абсорбционным холодильником, использующим геотермальное тепло и речку для сброса избыточной теплоты (180 тыс. BTU в час).